# Wirrabara
Wirrabara – miasto w Australii, w stanie Australia Południowa.